# 雅各井 (德克薩斯州)
30°2′4″N 98°7′34″W / 30.03444°N 98.12611°W
雅各井（Jacob's Well）是位於德克薩斯州希爾郡的一個常年喀斯特泉，從位於德克薩斯州海斯郡溫伯利的賽普勒斯溪的溪床湧出。

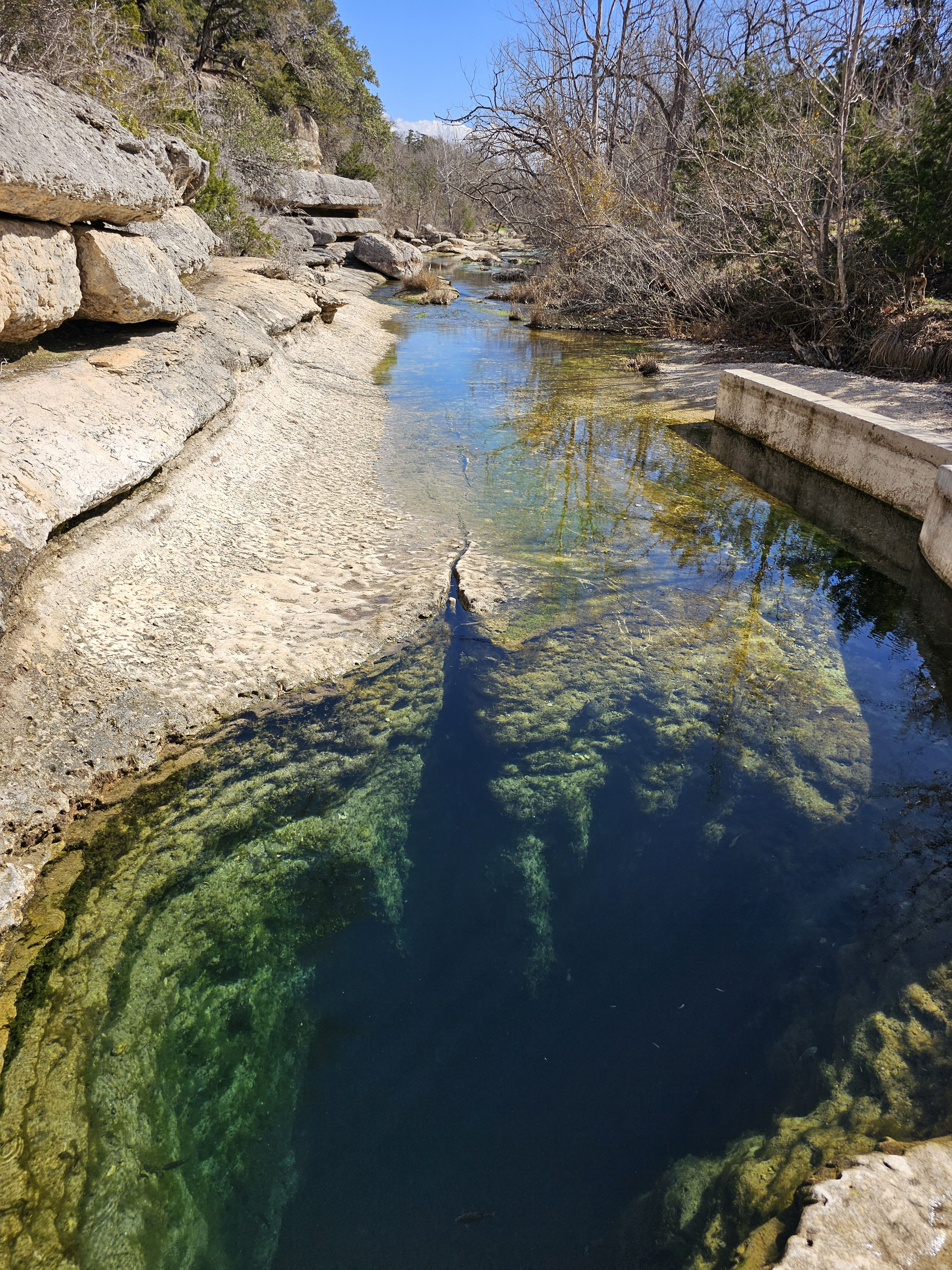
雅各井

## 簡介
該井位於雅各井自然區（JWNA）內，由海斯郡公園管理部管理。雅各井自然區的入口位於德克薩斯州溫伯利 Mt.Sharp 路1699號 。雅各井直徑約為3.7公尺（12英尺），是當地著名的游泳勝地。從溪床的井口開始，雅各井的洞穴垂直向下延伸約9.1公尺（30英尺），然後以一定角度向下延伸，穿過一系列由狹窄且充滿淤泥的空間，最終平均深度達到37公尺（120英尺）。直到今日，由三一含水層（Trinity Aquifer）提供水源的自流井泉從洞口湧出，曾在1924年觀測到每秒640公升（170加侖）的水量，高度達1.8公尺（6英尺）
由於 Aqua Texas（Essential Utilities的子公司）為滿足供水需求而過度抽水，導致三一含水層下降，進而影響雅各井的流動。到了現在，井水僅在賽普勒斯溪的溪面留下微弱的漣漪。根據記錄，該泉曾在2000年、2008年、2011年、2013年和2022年停止流動，這促使當地採取措施以解省水資源和水質問題。2010年，海斯郡購買了雅各井周圍20公頃（50英畝）的土地，試圖保護井水免受開發影響。此外，郡政府從鄰近的雅各井自然區（當時由溫伯利山谷流域協會 (WVWA)管理）獲得了額外的12公頃（31英畝）土地，形成了一個新的32公頃（80英畝）的區域，命名為韋斯特里奇地區。

## 洞穴與潛水
雅各井洞穴系統已由雅各井探索項目的洞穴潛水員進行探索並繪製地圖，發現其由兩個主要通道組成。一條通道從地表延伸約1,400公尺（4500英尺），最深達42公尺（37英尺），另一條通道從主通道的分叉點開始延伸約300公尺（1000英尺）
同時，該洞穴吸引了許多開放水域潛水員，其中一些人因缺乏洞穴潛水所需的專業技術和設備，導致1964年至1984年間發生了九起致命事故（八名男性和一名女性）。

## 外部連結
- 雅各井探勘專案
- 雅各井自然區